# Кошћеј Бесмртни
Кошћеј Бесмртни (рус. Кощей Бессмертный, од стсл. кость — „кост” и кашей — „заробљеник”) је лик из источнословенске митологије и руског фолклора, посебно руских бајки.
Сачувано је неколико приповедака о Кошћеју захваљујући преписима Пушкина, Толстоја, Афанасјева и других аутора.
Он је моћно биће, старац од костију, отимач невеста или мајке главног јунака. Такође је цар чаробњака, па чак и војни заповедник, који је дошао да спали руске градове. У неким приповеткама налази се већ триста година окован у заробљеништву у шуми или у подземљу.
Кошћеј Бесмртни је негативан лик, чија је душа сакривена на тајном месту. Он је непобедив све док му је душа нетакнута, а на крају обавезно умире.
У приповеци Кошћеј Бесмртни, Кошћејева смрт је сакривена на острву Бујан, које у руском фолклору има чудесну снагу. Тамо су ствари које јунацима помажу да се боре са злом. На острву се налазе мистични храст и камен алатир који означава „центар света”. Испод храста или у његовим гранама налази се ковчег у коме је смештена његова бесмртност. Кад се ковчег отвори, из њега искаче зец, у зецу је птица, у њој јаје, у јајету игла, а Кошћеј умире пошто се јаје разбије и игла сломије.

## Опера
Кашчеј Бесмртни је опера из једног чина, аутора Николаја Римског-Корсакова. Премијерно је изведена у театру Соловодников 25. децембра 1902. године у Москви. Либрето је написао сам композитор, на основу сценарија Јевгенија Петровског. Премијером је дириговао Михаил Иполитов-Иванов. Композитор је направио ревизију опере 1906. године.
Марта 1905. године, након крвавог обрачуна са револуционарима, група студената Петроградског конзерваторијума, под руководством Александра Глазунова је организовала извођење Кашчеја Бесмртног као омаж Римском-Корсакову, који је отпуштен са свог професорског места због подршке студентском штрајку.